# 오스트레일리아의 교통표지

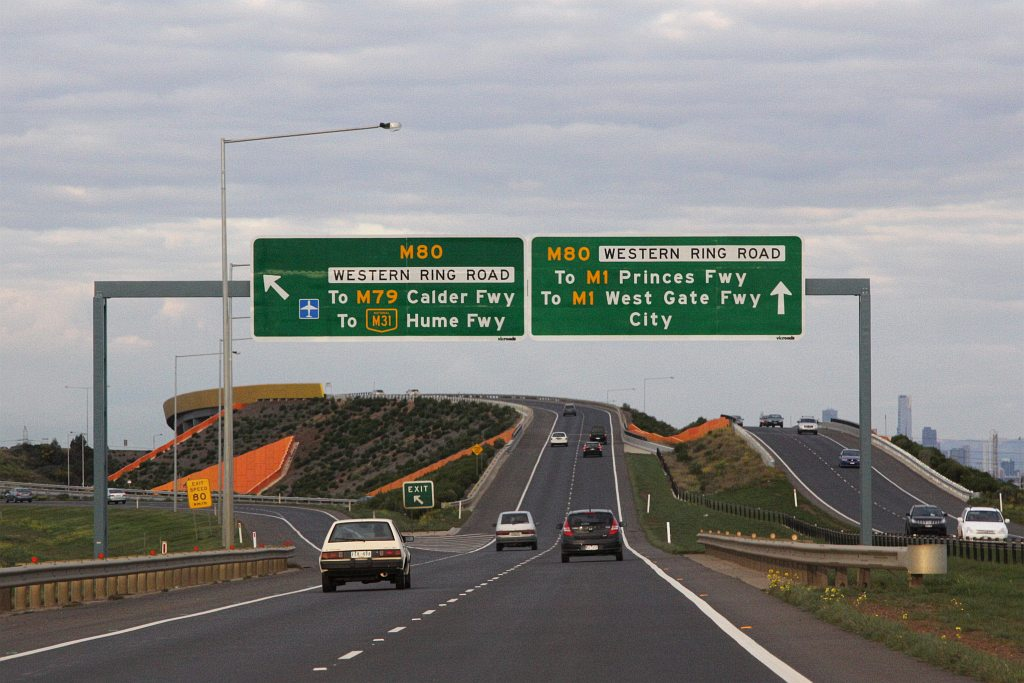
멜버른의 M80 메트로폴리탄 순환도로 방향으로 향하는 M8 웨스턴 프리웨이의 표지.

오스트레일리아의 교통표지는 각 주 정부의 규제를 받지만, 전국적으로 표준화되어 있다. 1999년, 국가교통위원회(NTC)는 오스트레일리아 최초의 도로교통규칙을 제정했다. 호주의 도로 표지판은 Highway Gothic 글꼴인 AS 1744:2015 글꼴을 사용한다.
오스트레일리아는 도로 표지판 설계 관행(예: 주의 표지판에는 노란색 마름모꼴, 방향 표지판에는 녹색)에 있어서 미국을 밀접하게 따르지만, 속도 제한, 도로공사, "감속" 표지판, 갈매기 화살표 스타일 방향 표지판 등 오스트레일리아의 일부 도로 표지판 유형은 영국에서 사용되는 방식에 영향을 받았다.

## 역사
오스트레일리아에서 최초로 표준화된 도로 표지는 노란색 원형 표지판을 규제 표지판으로 사용했는데, 이 특징은 현재 "보행자 횡단보도"와 "안전 구역" 표지판에 그대로 남아 있다.
1964년에 오스트레일리아는 미국 통일 교통 통제 장치 설명서(MUTCD) 도로 표지판 디자인의 변형을 채택했다. 이는 1948년 미국판 MUTCD의 1954년 개정 버전을 수정한 버전이다. 오스트레일리아에서 채택된 버전은 미국 버전과 달랐다. 양보 표지는 노란색 "yield" 표지판 대신 빨간색 "give way" 표지판을 사용하고, 진입 금지 표지는  "do not enter" 대신 "no entry"를 사용하고, 보행자 횡단보도 표지판을 원형으로 사용(초기부터 이어짐), 영국에서 일부 도로 표지판 디자인을 도입하였고, 미국에서 관습적인 단위 체계(마일과 피트)를 사용하는 반면, 오스트레일리아는 영국과 마찬가지로 영국식 단위 체계(마일과 야드)를 사용했다.
1974년은 오스트레일리아 도로 표지판 디자인 관행에 중요한 변화를 가져왔다. 주요 변화는 도로표지 및 신호에 관한 빈 협약에 따라 문자 대신 기호를 사용하는 방향으로 전환하고, 마일과 야드 대신 킬로미터와 미터를 사용하는 방향으로 전환하는 것을 오스트레일리아가 선호한다는 것이었다. 이러한 변경 사항은 오스트레일리아에서 미터법을 대규모로 도입하는 것과 일치하다. 빨간 원이 범례로 표시된 오스트레일리아 속도 제한 표지는 "SPEED LIMIT" 범례가 포함된 표지판의 숫자보다 큰 숫자로 배치되었다. 오스트레일리아 차량의 속도계는 의무화되지 않았지만 속도계 부분을 변경하거나 교체하여 킬로미터매시로 표시되도록 권장되었다. 교량 통과(bridge-clearance) 및 홍수 깊이(flood-depth) 표지판을 제외하고 이중 표시는 사용되지 않았다.
표시된 거리가 마일인지 킬로미터인지에 대한 혼란을 피하기 위해 새로운 주요 거리 표지판에 임시로 km 기호가 적힌 노란색 판을 부착했다. 일반 도로에 새로 설치된 여러 킬로미터 표지판에는 현재 영구적으로 설치된 킬로미터 거리 표시 아래에 해당 마일 수를 나타내는 노란색판이 부착되어 있었다. 이 임시판은 1975년에서 1976년 사이에 철거되었다.

## 규제 표지
규제 표지는 운전자에게 교통법규와 금지 행위를 알려준다. 도로 이용자는 금지 표지판의 모든 지시를 준수해야 하며, 위반 시 벌금 및 면허점수 감점 대상이 될 수 있다. 지방 의회에서는 주차 시간과 관련하여 지역 제한 사항을 적용할 수 있으며, 해당 내용은 표지판 위나 근처에 표시되어 있다.

(R1-1) 정지
(R1-2) 양보
(R1-3) 회전교차로에서 양보
(R1-4) 신호등이 꺼져 있거나 점멸시 정지 (뉴사우스웨일스주에서 사용됨)
(R1-V6) Give Way to Stock (빅토리아주에서 사용됨)
(R2-2) 일방통행 (왼쪽)
(R2-2) 일방통행 (오른쪽)
(R2-3) 좌측 유지
(R2-3) 우측 유지
(R2-4) 진입 금지 (뉴사우스웨일스주, 노던 준주, 오스트레일리아 수도 준주에서 사용됨)
(R2-4) 진입 금지 (뉴사우스웨일스주, 노던 준주, 오스트레일리아 수도 준주에서 사용됨)
(R2-5) 유턴 금지 (뉴사우스웨일스주, 노던 준주, 오스트레일리아 수도 준주에서 사용됨)
(R2-5) 유턴 금지 ( 뉴사우스웨일스주, 노던 준주, 오스트레일리아 수도 준주에서 사용됨)
(R2-6) 좌회전 금지 (뉴사우스웨일스주, 노던 준주,  오스트레일리아 수도 준주에서 사용됨)
(R2-6) 좌회전 금지 (뉴사우스웨일스주, 노던 준주, 오스트레일리아 수도 준주에서 사용됨)
(R2-6) 우회전 금지 (뉴사우스웨일스주, 노던 준주 오스트레일리아 수도 준주에서 사용됨)
(R2-6) 우회전 금지 (뉴사우스웨일스주, 노던 준주, 오스트레일리아 수도 준주에서 사용됨)
(R2-7) 좌회전 금지 (직진만 해당)
(R2-9) 좌측 차선은 좌회전 필수
(R2-9) 우측 차선은 우회전 필수
(R2-10) 보행자에게 양보
(R2-11) 양방향 통행
(R2-14) 좌회전
(R2-14) 우회전
(R2-15) 유턴 허용
(R2-16) 항상 주의해서 좌회전
(R2-17) 일방통행 (전방)
(R2-19) 좌측 차선에서 나가야 함
(R2-20) 적색 신호 시 좌회전 허용 (정지 후)
(R2-21) 좌측에서만 우회전
(R2-V21-1) 전방 좌측에서 우회전 (빅토리아주, 퀸즐랜드주 골드코스트 에서 사용됨)
(R2-22) 자전거 후크 턴 금지
(R2-Q02) 통행 차량 좌측 유지 (퀸즐랜드주에서 사용됨)
(R2-V115) 유턴 차량에 양보 (빅토리아주에서 사용됨)
(R2-V122) 교통섬에서 좌측통행 유지 (빅토리아주에서 사용됨)
(R2-V124) 합류 노면전차에 양보 (빅토리아주에서 사용됨)
(R3-1) 횡단보도
(R3-1) 횡단보도 (타겟 보드와 함께, 퀸즐랜드주에서 사용됨)
(R3-2) 안전구역 (오스트레일리아 수도 준주 및 뉴사우스웨일즈주 제외)
(R3-3) 어린이 횡단보도 (학교 주변 횡단보도 근처에 깃발이 설치되어 있음)
(R3-4) 신호등이 깜빡일 때 어린이 횡단 제한 속도
(R3-5) 보행자는 대각선으로 횡단할 수 있음(좌측)
(R3-5) 보행자는 대각선으로 횡단할 수 있음(우측)
(R3-V102) 보행자는 고가도로를 이용 (빅토리아주에서 사용됨)
(R3-Q01) 교통섬까지 걸어가서 추가 신호 대기 (퀸즐랜드주에서 사용됨)
(MR-RP-8) 횡단 금지 (웨스턴오스트레일리아주에서 사용됨)
(R4-1) 10 km/h 속도제한
(R4-1) 20 km/h 속도제한
(R4-1) 25 km/h 속도제한
(R4-1) 30 km/h 속도제한
(R4-1) 40 km/h 속도제한
(R4-1) 50 km/h 속도제한
(R4-1) 60 km/h 속도제한
(R4-1) 70 km/h 속도제한
(R4-1) 80 km/h 속도제한
(R4-1) 90 km/h 속도제한
(R4-1) 100 km/h 속도제한
(R4-1) 110 km/h 속도제한
(R4-1) 130 km/h 속도제한
(R4-2) 속도 제한 종료
(R4-3) 도로공사
(R4-4) 공유 구역
(R4-5) 공유 구역 종료
(R4-6) 지역 교통 구역
(R4-8) 어린이 보호구역
(R4-10) 20 km/h 속도제한구역
(R4-10) 30 km/h 속도제한구역
(R4-10) 40 km/h 속도제한구역
(R4-10) 50 km/h 속도제한구역
(R4-10) 60 km/h 속도제한구역
(R4-11) 20 km/h 속도제한구역 종료
(R4-11) 30 km/h 속도제한구역 종료
(R4-11) 40 km/h 속도제한구역 종료
(R4-11) 50 km/h 속도제한구역 종료
(R4-11) 60 km/h 속도제한구역 종료
(R4-12) 10 km/h 속도제한 종료
(R4-12) 20 km/h 속도제한 종료
(R4-12) 25 km/h 속도제한 종료
(R4-12) 30 km/h 속도제한 종료
(R4-12) 40 km/h 속도제한 종료
(R4-12) 50 km/h 속도제한 종료
(R4-12) 60 km/h 속도제한 종료
(R4-12) 70 km/h 속도제한 종료
(R4-12) 80 km/h 속도제한 종료
(R4-12) 90 km/h 속도제한 종료
(R4-12) 100 km/h 속도제한 종료
(R4-12) 110 km/h 속도제한 종료
(R4-V100) 이면도로 (빅토리아주에서 사용됨)
(R4-V105) 어린이 보호구역 40 km/h 속도제한 (빅토리아주에서 사용됨)
(R4-V105) 어린이 보호구역 60 km/h 속도제한 (빅토리아주에서 사용됨)
(R4-V106) 어린이 보호구역 40 km/h 속도제한 (빅토리아주에서 사용됨)
(R4-V106) 어린이 보호구역 60 km/h 속도제한 (빅토리아주에서 사용됨)
(R4-V108) 전방 40 km/h 속도제한 (빅토리아주에서 사용됨)
(R4-V108) 전방 50 km/h 속도제한 (빅토리아주에서 사용됨)
(R4-V108) 전방 60 km/h 속도제한 (빅토리아주에서 사용됨)
(R4-V108) 전방 70 km/h 속도제한 (빅토리아주에서 사용됨)
(R4-V108) 전방 80 km/h 속도제한 (빅토리아주에서 사용됨)
(R4-V111) 전방 새 속도제한 (빅토리아주에서 사용됨)
(R4-V114-1) 40 km/h 속도제한 (적용시간) (빅토리아주에서 사용됨)
(R4-V114-2) 40 km/h 속도제한 (다중적용시간) (빅토리아주에서 사용됨)
(R4-V122) 60 km/h 커뮤니티 게이트웨이(Community Gateway) 속도제한 (빅토리아주에서 사용됨)
(R4-V119) 새 제한 (빅토리아주에서 사용됨)
(R4-201) 교량 위에서 (뉴사우스웨일스주에서 사용됨)
(R4-205) 주(State) 속도제한 (뉴사우스웨일스주에서 사용됨)
(R4-212) 20 km/h 도로공사 속도제한 (뉴사우스웨일스주에서 사용됨)
(R4-212) 40 km/h 도로공사 속도제한 (뉴사우스웨일스주에서 사용됨)
(R4-212) 60 km/h 도로공사 속도제한 (뉴사우스웨일스주에서 사용됨)
(R4-212) 80 km/h 도로공사 속도제한 (뉴사우스웨일스주에서 사용됨)
(R4-220) 화물차 및 버스 속도 제한 종료 (뉴사우스웨일스주에서 사용됨)
(R4-225-1) 속도제한 앞 (뉴사우스웨일스주에서 사용됨)
(R4-229) 화물차 및 버스 속도 제한 (뉴사우스웨일스주에서 사용됨)
(R4-230) 어린이 보호구역 (뉴사우스웨일스주에서 사용됨)
(R4-230-1) 어린이 보호구역 (뉴사우스웨일스주에서 사용됨)
(R4-231) 어린이 보호구역 종료 (뉴사우스웨일스주에서 사용됨)
(R4-235) 어린이 보호구역 (비표준 학교 운영 시간, 뉴사우스웨일스주에서 사용됨)
(R4-235-1) 어린이 보호구역 (비표준 학교 운영 시간, 뉴사우스웨일스주에서 사용됨)
(R4-239) 비가오지 않을때 속도제한 (뉴사우스웨일스주에서 사용됨)
(R4-244-1) 어린이 보호구역 앞 (뉴사우스웨일스주에서 사용됨)
(R4-246) 분류별 속도제한 (뉴사우스웨일스주에서 사용됨)
(R4-Q01) 어린이 보호구역 (퀸즐랜드주에서 사용됨)
(R4-Q03) 어린이 보호구역 앞 (퀸즐랜드주에서 사용됨)
(R4-Q04) 어린이 보호구역 (T형교차로에서 사용됨) (퀸즐랜드주에서 사용됨)
(R4-Q05) 로드트레인(Road Train) 속도제한 (퀸즐랜드주에서 사용됨)
(R4-Q06) 로드트레인 속도제한 종료 (퀸즐랜드주에서 사용됨)
(R4-Q07) 병원 구역 (퀸즐랜드주에서 사용됨)
(R5-1) 주차 가능 시간: 1시간 (1회 주차)
(R5-2) 주차 가능 시간: 2시간 (2회 주차)
(R5-10) 주차 허용 시간: 제한 없음
(R5-12) 주차 허용 시간: 2분
(R5-13) 주차 허용 시간: 5분
(R5-14) 주차 허용 시간: 10분
(R5-15) 주차 허용 시간: 15분
(R5-16) 주차 허용 시간: 30분
(R5-17) 주차 허용 시간: 1시간 30분
(R5-20) 버스 구역
(R5-21) 택시 구역
(R5-22) 주차 허가 구역
(R5-23) 하역 구역
(R5-24) 화물차 구역
(R5-25) 작업 구역
(R5-26) 우편 구역
(R5-35) 정차 금지
(R5-35) 정차 금지 (오스트레일리아 수도 준주에서 사용됨)
(R5-36) 정차 금지
(R5-36) 정차 금지 (수업 시간)
(R5-39) 견인 구역
(R5-40) 주차 금지
(R5-40) 주차 금지 (오스트레일리아 수도 준주에서 사용됨)
(R5-41) 주차 금지
(R5-45) 클리어웨이(Clearway, 정차금지도로)
(R5-46) 클리어웨이 일부 구간
(R5-51) 클리어웨이 종료
(R5-58) 비상 정지 전용 차선
(R5-61) 2시간 주차 구역
(R5-62) 2시간 주차 구역
(R5-63) 2시간 주차 구역 종료
(R5-64) 전방 주차 통제 구역
(R5-65) 주차 구역에만 주차
(R5-71) 정차 금지 구역
(R5-72) 정차 금지 구역
(R5-73) 정차 금지 구역 종료
(R5-81) 주차 금지 구역
(R5-82) 주차 금지 구역
(R5-83) 주차 금지 구역 종료
(R5-V103) 새 클리어웨이 시간 (빅토리아주에서 사용됨)
(R5-V104) 새 시간 (빅토리아주에서 사용됨)
(R5-400) 정차 금지 (뉴사우스웨일스주에서 사용됨)
(R5-405) 정차 금지 (택시 제외) (뉴사우스웨일스주에서 사용됨)
(R5-406) 택시 승차장 (뉴사우스웨일스주에서 사용됨)
(R5-Q01) 견인 가능 구역 (퀸즐랜드주에서 사용됨)
(R5-Q04) 탑승 구역 (승객 최대 2분) (퀸즐랜드주에서 사용됨)
(R5-Q05) 탑승 구역 (상용차 최대 20분) (퀸즐랜드주에서 사용됨)
(R6-1) 추월 금지 (병목 구간에서 사용)
(R6-2) 교량 위 추월 금지
(R6-3) 교량 하중 제한
(R6-4) 총하중 제한
(R6-5) 하중 제한 종료
(R6-6) 적색 신호 시 정차
(R6-7) 정지 표지판 (손에 들고 사용) (어린이 횡단보도용)
(R6-8) 정지 표지판 (손에 들고 사용) (도로공사 또는 철도 개찰구용)
(R6-9) 적색신호에서 정지
(R6-10-1) 버스 통행 금지
(R6-10-2) 화물차 통행 금지
(R6-10-3) 자전거 통행 금지
(R6-11) 차고 낮음 표지판
(R6-12) 차고 높음 표지판
(R6-13) 고속도로(Freeway) 통행 금지
(R6-14) 빨간색 화살표에서 정차
(R6-15) 보행자 통행 금지
(R6-17) 교량 하중 제한(축 그룹당)
(R6-18) 버스 진입 필수 (버스의 무게와 길이를 체크하기 위해 도로에 검문소와 저울대가 설치됨)
(R6-19) 고속도로(Freeway) 시작
(R6-20) 고속도로(Freeway) 진입
(R6-21) 고속도로(Freeway) 종료
(R6-19) 고속도로(Motorway) 시작
(R6-20) 고속도로(Motorway) 입구
(R6-21) 고속도로(Motorway) 종료
(R6-V19-2) 유료도로 시작 (빅토리아주에서 사용됨)
(R6-V20-2) 유료도로 입구 (빅토리아주에서 사용됨)
(R6-V21-2) 유료도로 종료 (빅토리아주에서 사용됨)
(R6-22) 화물차 및 버스는 저단 기어를 사용해야 함
(R6-23) 화물차 및 버스 저단 기어 구역 종료
(R6-24) 철도 건널목
(R6-25) 철도 건널목 (빨간색 뒷받침판 포함)
(R6-26) 노면전차 횡단
(R6-27) 화물차 진입 필수 (화물차의 무게와 길이를 확인하기 위해 도로에 검문소와 계량대가 설치되어 있음)
(R6-28) 화물차는 좌측 차선을 이용
(R6-29) 추월하지 않는 한 좌측 차선을 유지
(R6-30) 중앙분리대 회전 차선
(R6-31) 버스(버스에 연결된 경우)에 양보
(R6-32) 끝나고 추월하지 않는 한 좌측 차선을 유지
(R6-33) 전체 길이 제한
(R6-249) 전방 습한 날씨 속도제한
(R6-256) 빨간 화살표에서 정지. 그렇지 않으면 조심스럽게 좌회전
(R6-V106) 화물차 제한 종료 (빅토리아주에서 사용됨)
(R6-Q01) 고속도로에서는 금지 (퀸즐랜드주에서 사용됨)
(R7-1-1) 버스 차선
(R7-1-3) 화물차 차선
(R7-1-4) 자전거 차선
(R7-1-5) 노면전차 차선
(R7-2) 전방 (버스, 대중교통, 화물차 차선 표지와 함께 사용)
(R7-3) 좌측 차선 (버스, 대중교통, 화물차 차선 표지와 함께 사용)
(R7-4) 종료
(R7-5) 차선 여유 공간
(R7-7-1) T2 교통 차선 (차량 탑승 인원 2명 이상)
(R7-7-2) T3 교통 차선 (차량 탑승 인원 3명 이상)
(R7-7-3) T2 교통 차선 제한 (2명 이상 (운전자 1명, 승객 1명))
(R7-7-4) T2 교통 차선 제한 (2명 이상 (운전자 1명, 승객 1명))
(R7-7-5) T3 교통 차선 제한 (3명 이상 (운전자 1명, 승객 2명))
(R7-7-6) T3 교통 차선 제한 (3명 이상 (운전자 1명, 승객 2명))
(R7-V7) 교통 차선 (빅토리아주에서 사용됨)
(R7-8) 버스 전용
(R7-9-1) T2 교통 차선 종점
(R7-9-2) T3 교통 차선 종점
(R7-V9) 교통 차선 종점 (빅토리아주에서 사용됨)
(R7-Q01) 이면도로 앞 (좌측) (버스, 대중교통, 화물차 차선 표지와 함께 사용)(퀸즐랜드주에서 사용됨)
(R7-Q01) 이면도로 앞 (우측) (버스, 대중교통, 화물차 차선 표지와 함께 사용) (퀸즐랜드주에서 사용됨)
(R7-Q04) 전방 버스 차선 (퀸즐랜드주에서 사용됨)
(R7-V101-1) 혼잡시간대 노면전차 차선 (빅토리아주에서 사용됨)
(R7-V104) 노면전차 차선 앞 (빅토리아주에서 사용됨)
(R7-V132) 시간제 노면전차 차선 앞 시간제 노면전차 차선과 함께 좌측으로 합류 (빅토리아주에서 사용됨)
(R7-V133) 노면전차 전용 (빅토리아주에서 사용됨)
(R8-1) 자전거 전용
(R8-2) 공용 도로
(R8-3) 분리된 도로
(R9-1-1) 운행 시간(1회 운행) (유턴 금지, 좌회전 금지, 우회전 금지, 회전 금지 표지와 함께 사용)
(R9-1-2) 운행 시간(2회 운행) (유턴 금지, 좌회전 금지, 우회전 금지, 회전 금지 표지와 함께 사용)
(R9-1-3) 상시
(R9-2) 버스 제외
(R9-3) 자전거 제외
(R9-4) 허가 차량 제외
(R9-6-1) 거리단위 (미터) (유턴 금지, 좌회전 금지, 우회전 금지, 회전 금지 표지와 함께 사용)
(R9-6-2) 거리단위 (미터) (유턴 금지, 좌회전 금지, 우회전 금지, 회전 금지 표지와 함께 사용)
(R9-7-1) 거리단위 (킬로미터) (유턴 금지, 좌회전 금지, 우회전 금지, 회전 금지 표지와 함께 사용)
(R9-7-2) 거리단위 (킬로미터) (유턴 금지, 좌회전 금지, 우회전 금지, 회전 금지 표지와 함께 사용)
(R9-8) 거리명 (유턴 금지, 좌회전 금지, 우회전 금지, 회전 금지 표지와 함께 사용)
(R9-9) 일방통행
(R9-233) 좁은 차선 (뉴사우스웨일스주에서 사용됨)
(R9-234) 미끄러운 노면 (뉴사우스웨일스주에서 사용됨)
(R9-236) 철도 건널목 (뉴사우스웨일스주에서 사용됨)
(R9-V101-2) 버스, 택시, VHA/B/C 제외 (빅토리아주에서 사용됨)
(R9-V106) 노면전차 제외 (빅토리아주에서 사용됨)
(R9-Q01) 버스 및 택시 제외 (퀸즐랜드주에서 사용됨)
(R9-Q02) 화물차 제외 (퀸즐랜드주에서 사용됨)
(R9-Q03) 경찰 제외 (퀸즐랜드주에서 사용됨)

### 혼합 표지

도로공사중 제한 속도 20km/h
도로공사중 제한 속도 40km/h
도로공사중 제한 속도 60km/h
도로공사중 제한 속도 80km/h

## 주의 표지판
주의 표지는 운전자에게 도로 상황이 변경될 것임을 알려준다. 이러한 표지는 영구적이거나 일시적인 교통 위험 요소 및 장애물일 수 있으며, 노란색 다이아몬드 디자인을 사용한다.

(W1-1) 90도 급커브, 좌회전
(W1-1) 90도 급커브, 우회전
(W1-2) 이중 급커브, 먼저 좌회전
(W1-2) 이중 급커브, 먼저 우회전
(W1-3) 좌회전 굽은도로
(W1-3) 우회전 굽은도로
(W1-4) 이중 굽은도로, 먼저 좌회전
(W1-4) 이중 굽은도로, 먼저 우회전
(W1-5) 구불구불한 도로, 먼저 좌회전
(W1-5) 구불구불한 도로, 먼저 우회전
(W1-7) 좌회전 헤어핀 커브
(W1-7) 우회전 헤어핀 커브
(W1-8) 틸팅 트럭(좌측)
(W1-8) 틸팅 트럭(우측)
(W1-9-1) 출구 권고속도
(W1-9-2) 출구 권고속도 (약간 좌회전)
(W1-9-2) 출구 권고속도 (약간 우회전)
(W1-9-3) 출구 권고속도 (좌회전)
(W1-9-3) 출구 권고속도 (우회전)
(W1-9-4) 출구 권고속도 (이중 굽은도로, 먼저 좌회전)
(W1-9-4) 출구 권고속도 (이중 굽은도로, 먼저 우회전)
(W1-9-5) 출구 권고속도 (좌회전 헤어핀 커브)
(W1-9-5) 출구 권고속도 (우회전 헤어핀 커브)
(W1-V50) 나선형 루프 (빅토리아주에서 사용됨)
(W2-1) 교차로
(W2-3) T형 교차로
(W2-4) 좌측 도로가 있는 교차로
(W2-4) 우측 도로가 있는 교차로
(W2-7) 전방 회전교차로
(W2-8) 좌측에서 첫 번째, 엇갈린 측면 교차로
(W2-8) 우측에서 첫 번째, 엇갈린 측면 교차로
(W2-9) 우측에서 좌측으로 굽은길을 따라가는 측면 교차로
(W2-9) 좌측에서 우측으로 굽은길을 따라가는 측면 교차로
(W2-10) 좌측에서 좌측으로 굽은길을 따라가는 측면 교차로
(W2-10) 우측에서 우측으로 굽은길을 따라가는 측면 교차로
(W2-11) 우측에서 좌측으로 굽은길을 따라가는 측면 교차로
(W2-11) 좌측에서 우측으로 굽은길을 따라가는 측면 교차로
(W2-12) 좌측에서 좌측으로 굽은길을 따라가는 측면 교차로
(W2-12) 우측에서 우측으로 굽은길을 따라가는 측면 교차로
(W2-13) 좌측에서 양쪽으로 교차하는 측면 교차로
(W2-13) 우측에서 양쪽으로 교차하는 측면 교차로
(W2-14) 좌측에서 좌측으로 굽은길을 따라가는 T자 교차로
(W2-14) 우측에서 우측으로 굽은길을 따라가는 T자 교차로
(W2-15) 좌로 굽은 길 도중의 十형 교차로
(W2-15) 우로 굽은 길 도중의 十형 교차로
(W2-16) 측면 교차로, 좌로 굽은길에서 직진 진입
(W2-16) 측면 교차로, 우로 굽은길에서 직진 진입
(W2-V112-1) 이중 차로가 있는 T형 교차로 (빅토리아주에서 사용됨)
(W2-V112-1) 이중 차로가 있는 十형 교차로 (빅토리아주에서 사용됨)
(W2-V116) 다가오는 차량에 주의 (빅토리아주에서 사용됨)
(W3-1) 전방 정지 표지판
(W3-2) 전방 양보 표지판
(W3-3) 전방 교통 신호등
(W3-3) 신호등 제어 횡단보도
(W3-4) 전방 과속방지턱
(W3-4) 좌측 과속방지턱 (사우스오스트레일리아주에서 사용됨)
(W3-4) 우측 과속방지턱 (사우스오스트레일리아주에서 사용됨)
(W3-V101) 전방 교통 신호등 (신호등이 깜빡이면 정지할 준비를 하십시오) (빅토리아주에서 사용됨)
(W3-Q01) 전방 비상 신호등 (퀸즐랜드주에서 사용됨)
(MR-WDAD-2) 전방 속도제한 (10 km/h) (웨스턴오스트레일리아주에서 사용됨)
(MR-WDAD-2) 전방 속도제한 (20 km/h) (웨스턴오스트레일리아주에서 사용됨)
(MR-WDAD-2) 전방 속도제한 (30 km/h) (웨스턴오스트레일리아주에서 사용됨)
(MR-WDAD-2) 전방 속도제한 (40 km/h) (웨스턴오스트레일리아주에서 사용됨)
(MR-WDAD-2) 전방 속도제한 (50 km/h) (웨스턴오스트레일리아주에서 사용됨)
(MR-WDAD-2) 전방 속도제한 (60 km/h) (웨스턴오스트레일리아주에서 사용됨)
(MR-WDAD-2) 전방 속도제한 (70 km/h) (웨스턴오스트레일리아주에서 사용됨)
(MR-WDAD-2) 전방 속도제한 (80 km/h) (웨스턴오스트레일리아주에서 사용됨)
(MR-WDAD-2) 전방 속도제한 (90 km/h) (웨스턴오스트레일리아주에서 사용됨)
(MR-WDAD-2) 전방 속도제한 (100 km/h) (웨스턴오스트레일리아주에서 사용됨)
(MR-WDAD-5) 회전교차로 방향 차선 (웨스턴오스트레일리아주에서 사용됨)
(MR-WDAD-6) 회전교차로 방향 차선 (웨스턴오스트레일리아주에서 사용됨)
(MR-WDAD-7) 회전교차로 방향 차선 (웨스턴오스트레일리아주에서 사용됨)
(MR-WDAD-8) 회전교차로 방향 차선 (웨스턴오스트레일리아주에서 사용됨)
(MR-WDAD-9) 회전교차로 방향 차선 (웨스턴오스트레일리아주에서 사용됨)
(MR-WDAD-10) 회전교차로 방향 차선 (웨스턴오스트레일리아주에서 사용됨)
(MR-WDAD-11) 차선 배당 (웨스턴오스트레일리아주에서 사용됨)
(MR-WDAD-12) 회전교차로 방향 차선 (웨스턴오스트레일리아주에서 사용됨)
(MR-WDAD-13) 회전교차로 방향 차선 (웨스턴오스트레일리아주에서 사용됨)
(MR-WDAD-14) 회전교차로 방향 차선 (웨스턴오스트레일리아주에서 사용됨)
(MR-WDAD-15) 회전교차로 방향 차선 (웨스턴오스트레일리아주에서 사용됨)
(MR-WDAD-16) 회전교차로 방향 차선 (웨스턴오스트레일리아주에서 사용됨)
(MR-WDAD-17) 회전교차로 방향 차선 (웨스턴오스트레일리아주에서 사용됨)
(MR-WDAD-18) 회전교차로 방향 차선 (웨스턴오스트레일리아주에서 사용됨)
(MR-WDAD-19) 회전교차로 방향 차선 (웨스턴오스트레일리아주에서 사용됨)
(MR-WDAD-21) 화물차 통행금지 (웨스턴오스트레일리아주에서 사용됨)
(MR-WDAD-23) 전방 화물차 통행금지 (웨스턴오스트레일리아주에서 사용됨)
(W4-1) 좁은 다리
(W4-3) 도로 폭이 좁아짐
(W4-4) 분리된 도로
(W4-5) 섬
(W4-6) 분리된 도로 끝
(W4-8) 낮은 높이제한 전방
(W4-9) 좌측 차선 끝
(W4-9) 우측 차선 끝 (뉴사우스웨일스주에서 사용됨)
(W4-10) 전방 차선 할당 (삼방 통행)
(W4-11) 전방 양방향 통행
(W4-V101) 전방 차선 할당 (우측 차선 직진 또는 우회전) (빅토리아주에서 사용됨)
(W4-V102) 전방 차선 할당 (사방 통행) (빅토리아주에서 사용됨)
(W4-V106) 낮은 나무가지 (빅토리아주에서 사용됨)
(W4-211) 높이제한 전방 (뉴사우스웨일스주에서 사용됨)
(W4-Q01) S차선 (차선 끝 앞에 표지판 설치) (퀸즐랜드주에서 사용됨)
(MR-WDRW-1) 중앙분리대 개방 (웨스턴오스트레일리아주에서 사용됨)
(W5-1) 페리
(W5-2) 가동교
(W5-6) 여울목
(W5-7-1) 잠수로
(W5-7-2) 잠수로
(W5-8) 잠수교
(W5-9) 움푹 파인 부분
(W5-10) 과속방지턱
(W5-11) 산마루
(W5-12) 가파른 내리막
(W5-13) 가파른 오르막
(W5-14) Gate
(W5-16) Grid
(W5-18) 도로 끝
(W5-19) 자갈길
(W5-20) 젖었을 때 미끄러운 도로
(W5-22) 횡단 또는 진입하는 화물차
(W5-25) 회전 차량
(W5-29) 캥거루
(W5-30) 항공기
(W5-31) 안전 램프 횡단
(W5-33) 저속 지점
(W5-34) 합류 차량(좌측)
(W5-34) 합류 차량(우측)
(W5-35) 추가 차선(좌측)
(W5-35) 추가 차선(우측)
(W5-36) 소방서
(W5-37) 구급차 정류장
(W5-38) 말 횡단로
(W5-41) 노면전차 횡단로
(W5-42) 낙석(좌측)
(W5-42) 낙석(우측)
(W5-43) 고르지 않은 표면
(W5-44) 낙타 횡단로
(W5-45) 에뮤 횡단로
(W5-46) 야생마 횡단로
(W5-47) 코알라 횡단로
(W5-48) 웜뱃 횡단로
(W5-49) 야생 동물(사우스오스트레일리아주 제외)
(W5-51) 사슴 횡단로
(W5-50) 농기계
(W5-SA63) 소 (사우스오스트레일리아주에서 사용됨)
(W5-SA70) 응급 차량 (사우스오스트레일리아주에서 사용됨)
(W5-SA72) 좌측에서 기울어지는 화물차 (사우스오스트레일리아주에서 사용됨)
(W5-SA72) 우측에서 기울어지는 화물차 (사우스오스트레일리아주에서 사용됨)
(W5-SA74) 낮은 가지 (사우스오스트레일리아주에서 사용됨)
(W5-SA75) 지게차 (사우스오스트레일리아주에서 사용됨)
(W5-SA101) 측풍 (사우스오스트레일리아주에서 사용됨)
(W5-V102) 거친 표면 (빅토리아주에서 사용됨)
(W5-V106) 강한 측풍 (빅토리아주에서 사용됨)
(W5-SA109) 개울 (사우스오스트레일리아주에서 사용됨)
(W5-V109) 고위험 지역 (빅토리아주에서 사용됨)
(W5-SA110) 개울 (사우스오스트레일리아주에서 사용됨)
(W5-V110) 노면전차 속도 (빅토리아주, 골드코스트 에서 사용됨)
(W5-SA111) 로키 크릭 베드 트랙 (사우스오스트레일리아주에서 사용됨)
(W5-V111) 승마장 (빅토리아주에서 사용됨)
(W5-SA112) 야생동물 (사우스오스트레일리아주에서 사용됨)
(W5-SA115) 건조한 날씨에는 도로만 이용 가능 (사우스오스트레일리아주에서 사용됨)
(W5-V116) 미끄러움 얼어있음 (빅토리아주에서 사용됨)
(W5-V120) 야생동물 횡단보도 (빅토리아주에서 사용됨)
(W5-V121) 응급 차량 (빅토리아주에서 사용됨)
(W5-V122) 소방서 (정지 준비) (빅토리아주에서 사용됨)
(W5-V123) 오토바이 미끄러움 (빅토리아주에서 사용됨)
(W5-V129) 교량 위 얼어있어 미끄러운 길 (빅토리아주에서 사용됨)
(W5-V130) 럼블 스트립 (빅토리아주에서 사용됨)
(W5-V131) 전방 가축 횡단로 (빅토리아주에서 사용됨)
(W5-222) 고랑 (뉴사우스웨일스주에서 사용됨)
(W5-226) 돌풍 (뉴사우스웨일스주에서 사용됨)
(W5-232) 버스 회전 (뉴사우스웨일스주에서 사용됨)
(W5-241) 데크 틈새 (뉴사우스웨일스주에서 사용됨)
(W5-Q01) 사탕수수 철도 횡단보도 시작 지점 (퀸즐랜드주에서 사용됨)
(W5-Q02) 사탕수수 철도 횡단보도 끝 지점 (퀸즐랜드주에서 사용됨)
(W5-Q04) 표면 모래 (퀸즐랜드주에서 사용됨)
(W5-Q05) 무른 가장자리 (퀸즐랜드주에서 사용됨)
(W5-Q07) 전방 사탕수수 운반 중 (이 깃발은 사탕수수 지역 안내 표지와 함께 사용된다.) (퀸즐랜드주에서 사용됨)
(W5-Q09) 럼블 스트립 (퀸즐랜드주에서 사용됨)
(W5-Q10) 울타리 없는 도로 (방황하는 동물 주의) (퀸즐랜드주에서 사용됨)
(MR-WDO-1) 과속방지턱 앞 권고속도 (웨스턴오스트레일리아주에서 사용됨)
(MR-WDO-4) 거친 표면 (웨스턴오스트레일리아주에서 사용됨)
(MR-WDO-6) 폭발물 운반차량 (웨스턴오스트레일리아주에서 사용됨)
(MR-WDO-7) 진입하는 차량 (웨스턴오스트레일리아주에서 사용됨)
(MR-WDO-8) 후진하는 구급차 (웨스턴오스트레일리아주에서 사용됨)
(MR-WDO-11) 진입하는 응급 차량 (웨스턴오스트레일리아주에서 사용됨)
(MR-WDO-12) 부드러운 갓길 (웨스턴오스트레일리아주에서 사용됨)
(MR-WDO-13) 강한 횡풍 (웨스턴오스트레일리아주에서 사용됨)
(MR-WDO-16) 소 (웨스턴오스트레일리아주에서 사용됨)
(MR-WDO-18) 긴목거북 (웨스턴오스트레일리아주에서 사용됨)
(MR-WDO-19) 물새 (웨스턴오스트레일리아주에서 사용됨)
(MR-WDO-21) 오리 (웨스턴오스트레일리아주에서 사용됨)
(MR-WDO-22) 횡단하는 야생동물 (웨스턴오스트레일리아주에서 사용됨)
(MR-WDO-27) 반디쿠트 (웨스턴오스트레일리아주에서 사용됨)
(MR-WDO-29) 올빼미 (웨스턴오스트레일리아주에서 사용됨)
(MR-WDO-36) 앵무새 (웨스턴오스트레일리아주에서 사용됨)
(MR-WDO-37) 마차 (웨스턴오스트레일리아주에서 사용됨)
(W6-1) 보행자
(W6-2) 횡단보도
(W6-2) 횡단보도 (주목용 테두리 표시) (퀸즐랜드주에서 사용됨)
(W6-V2-1) 측로에 횡단보도 (약간 좌회전) (빅토리아주에서 사용됨)
(W6-V2-1) 측로에 횡단보도 (약간 우회전) (빅토리아주에서 사용됨)
(W6-V2-2) 측로에 횡단보도 (좌회전) (빅토리아주에서 사용됨)
(W6-V2-2) 측로에 횡단보도 (우회전) (빅토리아주에서 사용됨)
(W6-3) 어린이
(W6-3) 어린이 (주목용 테두리 표시) (퀸즐랜드주에서 사용됨)
(W6-4) 학교
(W6-4) 학교 (주목용 테두리 표시) (퀸즐랜드주에서 사용됨)
(W6-7) 자전거
(W6-8) 도로 앞
(W6-9) 보행자와 자전거 이용자
(W6-V9-2) 보행자, 자전거 이용자, 승마하는 사람 (빅토리아주에서 사용됨)
(W6-V101) 자전거 이용자 (빅토리아주에서 사용됨)
(W6-V103) 자전거 이용자 대상 가파른 내리막길 (빅토리아주에서 사용됨)
(W6-V104) 자전거 이용자에게 미끄러움 (빅토리아주에서 사용됨)
(W6-V105) 전방에 보행자, 자전거, 승마 횡단보도 (빅토리아주에서 사용됨)
(W6-SA106) 어린이 보호구역 (사우스오스트레일리아주에서 사용됨)
(W6-V106) 스쿨버스 정류장앞 (빅토리아주에서 사용됨)
(W6-216-ACT) 어린이 보호구역 (오스트레일리아 수도 준주에서 사용됨)
(W6-Q01) 내셔널 트레일(National Trail) (퀸즐랜드주에서 사용됨)
(W6-Q02) 내셔널 트레일 도로 횡단 (퀸즐랜드주에서 사용됨)
(MR-WDP-6) 전방 어린이 보호구역 (웨스턴오스트레일리아주에서 사용됨)
(W7-2) 선로 수
(W7-4) 전방 점멸 신호가 있는 철도 건널목
(W7-7) 전방 철도 건널목(좌측)
(W7-7) 전방 철도 건널목(우측)
(W7-8) 전방 도로에 있는 철도 건널목
(W7-9) 전방 도로에 있는 철도 건널목(비스듬함)(좌측)
(W7-9) 전방 도로에 있는 철도 건널목(비스듬함)(우측)
(W7-12) 측로에 있는 철도 건널목(좌측)
(W7-12) 측로에 있는 철도 건널목(우측)
(W7-13) 사거리에 있는 철도 건널목(좌측)
(W7-13) 사거리에 있는 철도 건널목(우측)
(W7-15) 철도 개찰구
(W7-13) T자 교차로에 있는 철도 건널목(좌측)
(W7-13) T자 교차로에 있는 철도 건널목(우측)
(W8-2) 권고속도
(W8-3) 측로 (좌측)
(W8-3) 측로 (우측)
(W8-5) 미터판
(W8-V6) 킬로미터판 (빅토리아주에서 사용됨)
(W8-8) 젖었을 때
(W8-8) 서리가 내릴때
(W8-9) 눈 아래
(W8-13) 놀이터
(W8-14) 학교
(W8-15) 우측으로 병합
(W8-16) 일방통행
(W8-17-1) 거리 (킬로미터)
(W8-17-2) 거리 (미터)
(W8-18) 노인
(W8-19) 시각장애인
(W8-20) 장애인
(W8-22) 건널목 앞
(W8-23) 건널목 방향
(W8-24) 미취학 어린이 구역
(W8-25) 교통섬
(W8-26) 추가 차선
(W8-27) 정지 준비
(W8-28) 횡단 램프
(W8-29) 교량 위 서리가 내림
(W8-SA54) 산마루위 (사우스오스트레일리아주에서 사용됨)
(W8-SA55) 도로 위 진흙 (사우스오스트레일리아주에서 사용됨)
(W8-SA56) 스쿨버스 (사우스오스트레일리아주에서 사용됨)
(W8-SA62) 로드 트레인스 주의 (사우스오스트레일리아주에서 사용됨)
(W8-SA64) 전지작업 계획 (사우스오스트레일리아주에서 사용됨)
(W8-SA65) 녹색 신호에서 (사우스오스트레일리아주에서 사용됨)
(W8-SA102) 울타리가 없는 도로 (사우스오스트레일리아주에서 사용됨)
(W8-V106) 건널목 앞 (빅토리아주에서 사용됨)
(W8-V107) 분리된 도로 (빅토리아주에서 사용됨)
(W8-V112) 교량의 좁은 갓길 (빅토리아주에서 사용됨)
(W8-V116) 화물차 저단기어 사용 (빅토리아주에서 사용됨)
(W8-V118) 얼어있음 (빅토리아주에서 사용됨)
(W8-V121) 권고속도 (빅토리아주에서 사용됨)
(W8-V122) 교량 위 얼어있음 (빅토리아주에서 사용됨)
(W8-208) 폭 제한 주의 (뉴사우스웨일스주에서 사용됨)
(W8-212) 강풍 지역 (뉴사우스웨일스주에서 사용됨)
(W8-249) 발판의 틈새 (뉴사우스웨일스주에서 사용됨)
(W8-Q01) 사탕수수 철도(사탕수수 열차가 철도를 이용한다) (이 주의 표지는 앞쪽에 철도 건널목이 있는 경우에만 사용된다) (퀸즐랜드주에서 사용됨)
(W8-Q02) 건널목 앞 (퀸즐랜드주에서 사용됨)
(W8-Q03) 버스정류장 (퀸즐랜드주에서 사용됨)
(W8-Q05) 도로가 깨끗해질 때까지 대기 (퀸즐랜드주에서 사용됨)
(W8-Q06) 전방 교통에 주의 (퀸즐랜드주에서 사용됨)
(W9-1) 변형 측면 도로 교차로 (좌측)
(W9-1) 변형 측면 도로 교차로 (우측)
(W9-2) 변형 T형 교차로 (좌측)
(W9-2) 변형 T형 교차로 (우측)
(W9-3) 변형 교차로 (좌측)
(W9-3) 변형 교차로 (우측)
(MR-WSP-18) 지금 속도를 줄일 것, 전방 교통신호 (웨스턴오스트레일리아주에서 사용됨)

### 혼합 표지

앞에 신호등이 있는 학교 횡단보도
럼블 스트립 (웨스턴오스트레일리아주에서 사용됨)
고령 보행자
시각 장애인 보행자
장애인 보행자
횡단보도 앞
보행자(교통섬 있음)
하이킹 트레일 (사우스오스트레일리아주에서 사용됨)
노인 보행자 (웨스턴오스트레일리아주에서 사용됨)
놀이터
학교
시각장애 어린이 구역
장애 어린이 구역
어린이 구역 횡단보도 앞
미취학 어린이 구역
어린이 구역(교통섬 있음)

## 안내 및 정보 표지판
안내 및 정보 표지는 휴게소, 주유소 등 경치 좋은 관광 코스와 목적지에 대한 길 안내와 정보를 제공한다. 또한 운전을 돕기 위한 추가적인 교통 정보도 제공한다.

(G6-254) 과속 카메라 지금 속도를 확인할 것 (뉴사우스웨일스주에서 사용됨)
(G6-327-1) 과속 카메라 (24시간) (속도제한) (뉴사우스웨일스주에서 사용됨)
(G6-327-2) 과속 카메라 (24시간) (가변 속도제한 적용) (뉴사우스웨일스주에서 사용됨)
(G6-327-3) 과속 카메라 (24시간) (분류별 속도제한) (뉴사우스웨일스주에서 사용됨)
(G6-328-1) 과속 카메라 앞 (속도제한) (뉴사우스웨일스주에서 사용됨)
(G6-328-2) 과속 카메라 앞 (가변 속도제한 적용) (뉴사우스웨일스주에서 사용됨)
(G6-328-5) 과속 카메라 앞 (분류별 속도제한) (뉴사우스웨일스주에서 사용됨)
(G6-329-1) 과속 카메라 (면허취소 및 막대한 벌금부과) (속도제한) (뉴사우스웨일스주에서 사용됨)
(G6-329-2) 과속 카메라 (면허취소 및 막대한 벌금부과) (가변 속도제한 적용) (뉴사우스웨일스주에서 사용됨)
(G6-329-3) 과속 카메라 (면허취소 및 막대한 벌금부과) (분류별 속도제한) (뉴사우스웨일스주에서 사용됨)
(G6-330-1) 터널 내 과속 카메라 앞 (속도제한) (뉴사우스웨일스주에서 사용됨)
(G6-330-2) 터널 내 과속 카메라 앞 (가변 속도제한 적용) (뉴사우스웨일스주에서 사용됨)
(G6-331-1) 터널 내 과속 카메라 (24시간) (속도제한) (뉴사우스웨일스주에서 사용됨)
(G6-331-2) 터널 내 과속 카메라 (24시간) (가변 속도제한 적용) (뉴사우스웨일스주에서 사용됨)
(P2-V100) 빅토리아주 전역에서 과속 및 신호등 카메라 작동 (빅토리아주에서 사용됨)
(P2-V105) 공사 구역에서 사용되는 과속 카메라 (빅토리아주에서 사용됨)
(P2-V106) 빅토리아주에서 도로공사 속도 제한 시행 (빅토리아주에서 사용됨)
(P2-V111-2) 이 지역에서 도로 안전 카메라 작동 (빅토리아주에서 사용됨)
(G6-332) 전방 어린이 구역 (뉴사우스웨일스주에서 사용됨)
(G9-9) 속도 감소
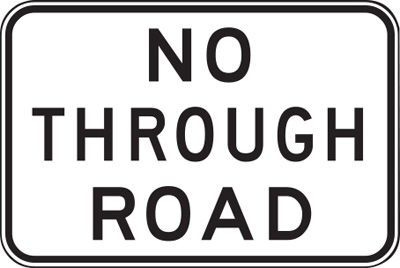
(G9-11) 통과 불가 도로
(G9-69) 잘못된 길 - 돌아갈 것
(G9-79) 10 km/h 속도제한 앞
(G9-79) 20 km/h 속도제한 앞
(G9-79) 25 km/h 속도제한 앞
(G9-79) 30 km/h 속도제한 앞
(G9-79) 40 km/h 속도제한 앞
(G9-79) 50 km/h 속도제한 앞
(G9-79) 60 km/h 속도제한 앞
(G9-79) 70 km/h 속도제한 앞
(G9-79) 80 km/h 속도제한 앞
(G9-79) 90 km/h 속도제한 앞
(G9-79) 100 km/h 속도제한 앞
(G9-79) 110 km/h 속도제한 앞
(G9-82) 가파른 내리막길
(G9-83) 길게 가파른 내리막길
(G9-V113-1) 이 도로의 일부 구간은 서리, 얼음, 눈에 노출될 수 있다. 천천히 운전하세요 (빅토리아주에서 사용됨)
(G9-V170) 오스트레일리아에서는 좌측으로 주행(공항 근처 도로와 같이 관광객이 많이 다니는 지역에 배치) (빅토리아주에서 사용됨)
(G9-V203) 비워둘  (빅토리아주에서 사용됨)
(G9-375) 학교가 없는 시간대의 속도 제한 (뉴사우스웨일스주에서 사용됨)
(G9-380) 속도 제한 시행 (뉴사우스웨일스주에서 사용됨)

### 고속도로 안내 및 정보 표지판

(GE2-3) 출구
(GE2-4) 출구(보조 번호 포함)
(GE6-9) 고속도로 종료 2km
(GE6-10) 고속도로 종료 1km
(GE9-3) 지금 속도를 줄일 것
(GE9-15) 잘못된 길
(GE9-23) 비상 중앙분리대 교차로

## 장애물 표지
장애물 표지는 장애물에 접근하거나 위험 지점을 지날 때 진행 방향을 나타낸다. 운전자는 이 표지판을 반드시 준수해야 한다.

(D4-1-1) 좌측 굽은길 갈매기 표지(굽은길 또는 회전교차로에서 사용)
(D4-1-1) 우측 굽은길 갈매기 표지(굽은길에서 사용)
(D4-1-1-Q01) 좌측 굽은길 갈매기 표지(퀸즐랜드의 굽은길에서 사용)
(D4-1-1-Q01) 우측 굽은길 갈매기 표지(퀸즐랜드의 굽은길에서 사용)
(D4-1-2) 섬 굽은길 갈매기 표지(좌)
(D4-1-2) 섬 굽은길 갈매기 표지(우)
(D4-2-2) 양쪽 갈매기 표지를 통과
(D4-2-2-Q01) 양측방 통행 (퀸즐랜드주에서 사용됨)
(D4-2-3) 도로 끝 굽은길 갈매기 표지 (T자 교차로에서 사용됨)
(D4-2-3) 도로 끝 굽은길 갈매기 표지 (2배) (T자 교차로에서 사용됨)
(D4-3) 좁은길 갈매기 표지(좌)
(D4-3) 좁은길 갈매기 표지(우)
(D4-6) 굽은길 갈매기 표지(좌)
(D4-6) 굽은길 갈매기 표지(우)
(D4-V105) 양측방 통행 (빅토리아주에서 사용됨)
도로 끝 굽은길 갈매기 표지(빅토리아의 T자 교차로에서 사용됨)
(D4-V110) 자문 속도가 있는 굽은길 갈매기 표지(좌, 빅토리아주에서 사용됨)
(D4-V110) 자문 속도가 있는 굽은길 갈매기 표지(우, 빅토리아주에서 사용됨)

## 도로공사 표지
도로공사 표지는 변화하는 도로 상황을 알리고 도로공사 작업자의 안전을 보장하기 위해 제작되었습니다. 이 표지는 영국 디자인을 면밀히 반영했습니다.

(T1-1) 전방 도로공사
(T1-3-1) 전방 도로 플랜트
(T1-5) 전방 공사중
(T1-10) 교통 위험
(T1-16) 전방 1km 도로공사
(T1-18) 정지 준비
(T1-30) 신호등
(T2-6-1) 차선 상태
(T2-6-2) 차선 상태
(T2-16) 도로공사 종료
(T3-3) 미끄러운 도로
(T3-9) 느슨한 자갈
(T4-1) 강풍, 정지 및 대기 신호
(T4-3) 강풍 구역 종료
(T4-7) 강풍 구역
(T5-4) 3중 갈매기 표지(우측)
(T5-4) 3중 갈매기 표지(우측)
(T5-5) 단일 갈매기 표지(좌)
(T5-5) 단일 갈매기 표지(우측)
(T7-1) 서행

## 노선기호
여러 주에서 영숫자판으로 변경됨에 따라 일부판이 축소되었다. 퀸즐랜드주는 부분적으로 영숫자를 사용하며, 약 1개의 메트로드(metroad)(M으로 적용되지 않기 때문에)를 제외한 모든 메트로드를 M 도로로 대체했다. 뉴사우스웨일즈에도 메트로드가 있었지만, 국도와 함께 모두 직선 영숫자판으로 대체되었다. 빅토리아주는 멜버른 광역권에서 영숫자판을 사용하지만 부분적으로 숫자를 사용한다.

고속도로기호
영숫자 고속도로기호
국도기호
영숫자 국도기호
주도기호
주도기호 (유료도로)
메트로드(Metroad) 도로기호 (브리즈번에서 사용)
투어리스트 드라이브(Tourist drive) 도로기호
영숫자 도로기호
영숫자 도로기호 (고속도로 및 프리웨이에서 사용됨)
영숫자 도로기호 (toll road)
영숫자 우회도로기호 (시드니에서 사용)
영숫자 순환도로기호 (애들레이드에서 사용)
영숫자 도로기호 (오스트레일리아 수도준주에서 사용)
영숫자 도로기호 (오스트레일리아 수도준주 고속도로에서 사용)
영숫자 도로기호 (퀸즐랜드주에서 사용됨)

## 화재 위험 등급 표지

2022년부터 도입한 수동제어 화재위험등급표지 신규 시스템
2022년부터 도입한 전자제어 화재위험등급표지 신규시스템

## 신호등

### 차량 신호등

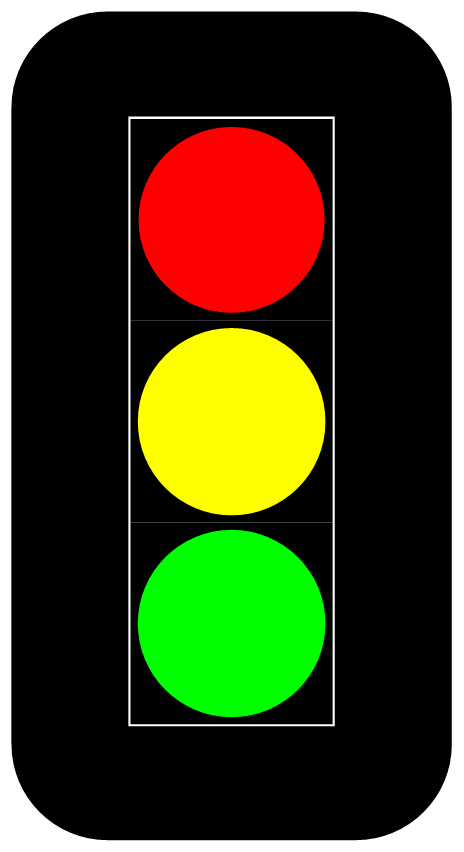
기본형
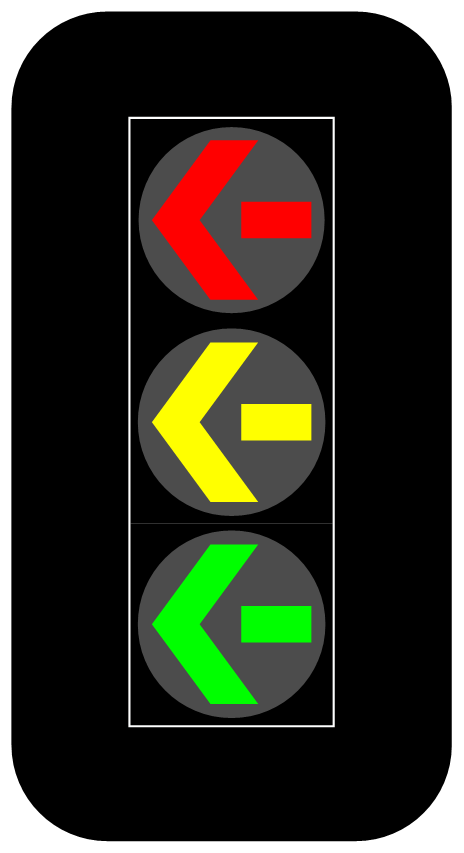
좌회전
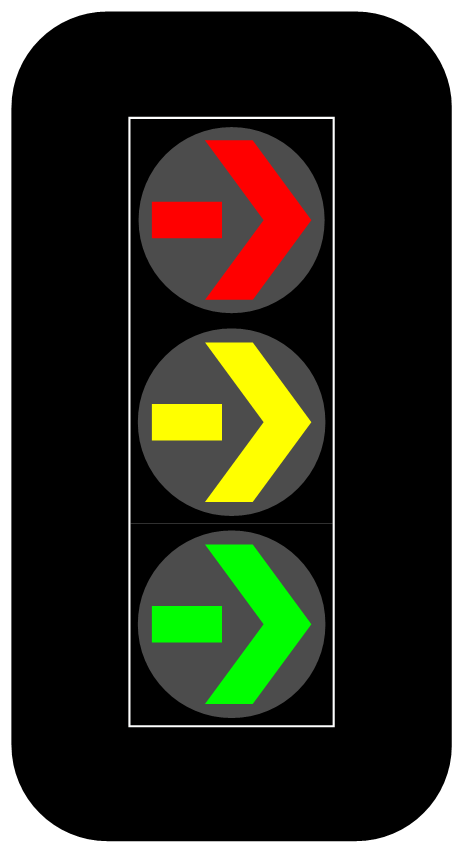
우회전
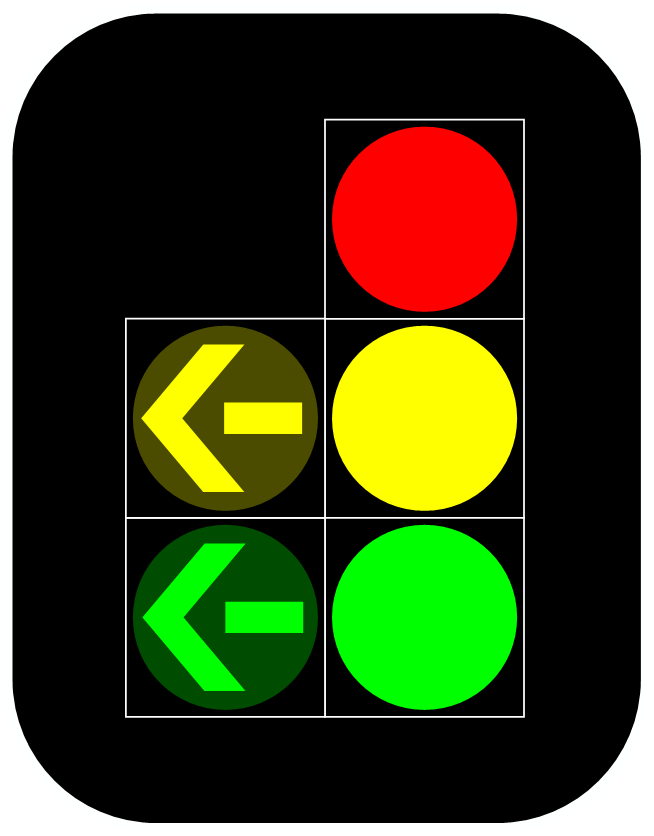
기본형 (노랑,초록 좌회전등 추가)
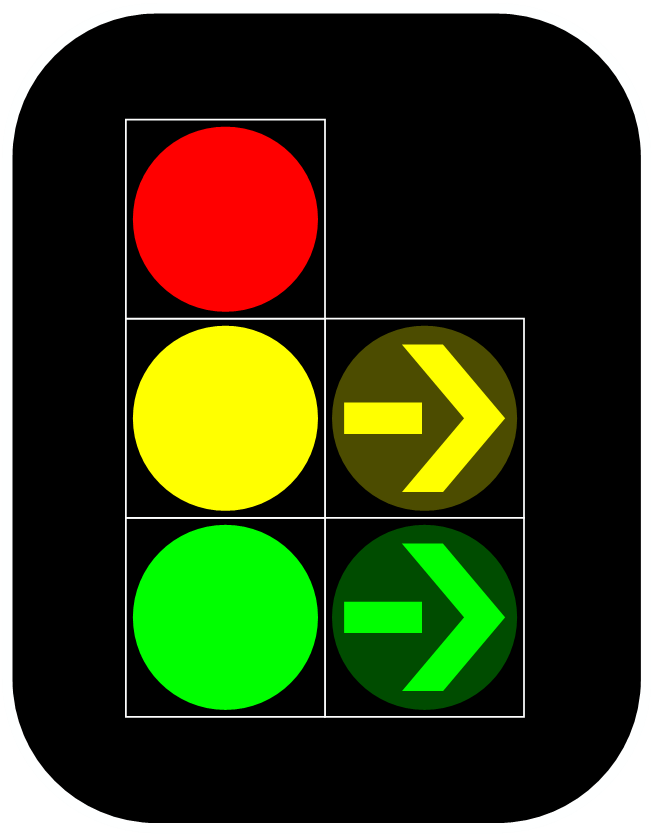
기본형 (노랑,초록 우회전등 추가)
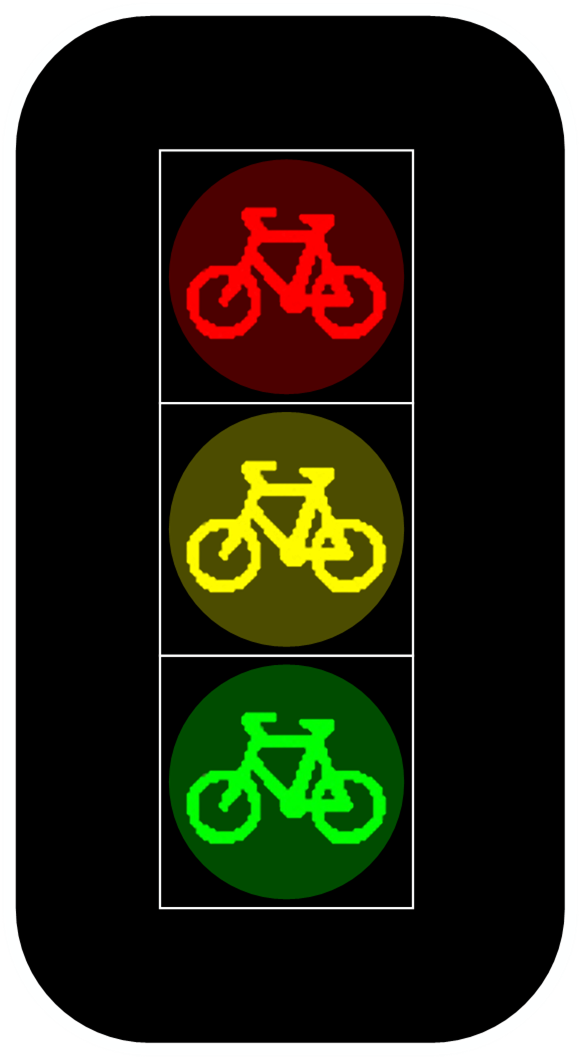
자전거등

### 보행 신호등

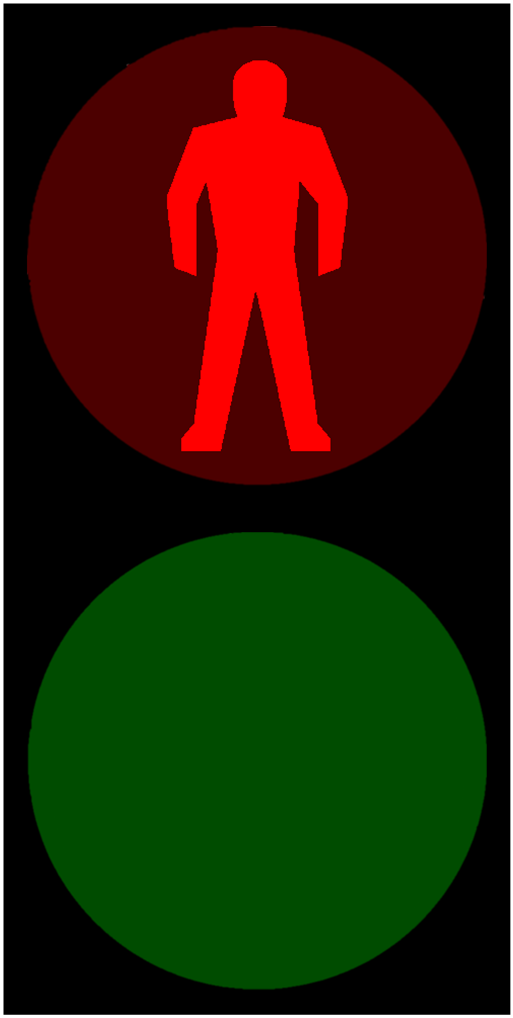
빨간불 - 횡단보도를 건너지 마시오
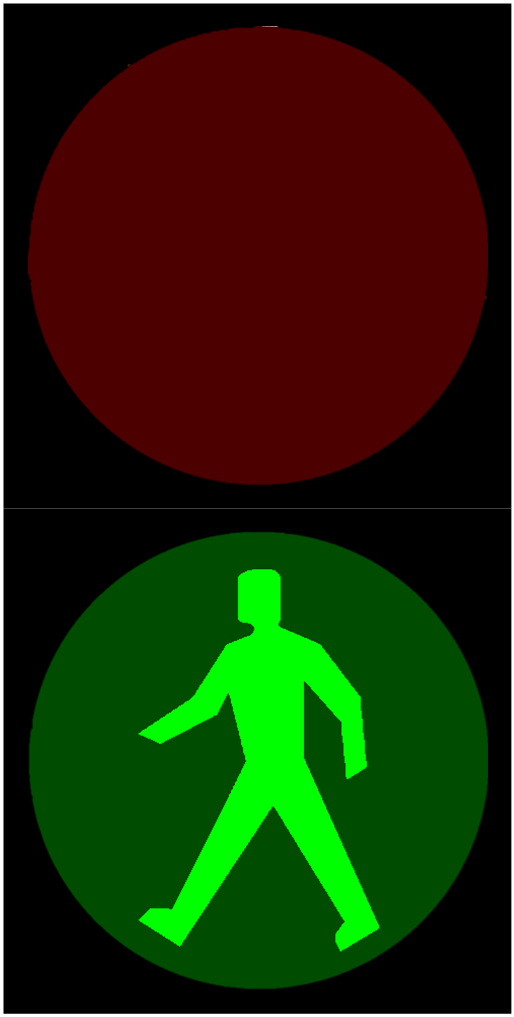
초록불 - 횡단보도를 건너시오
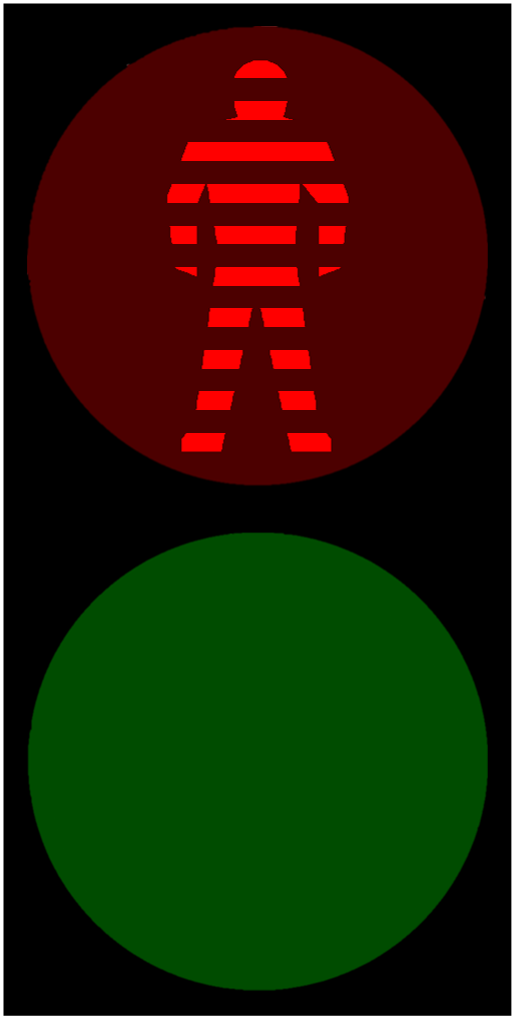
빨간불 점멸 - 횡단보도 건너기 시작하지 마시오
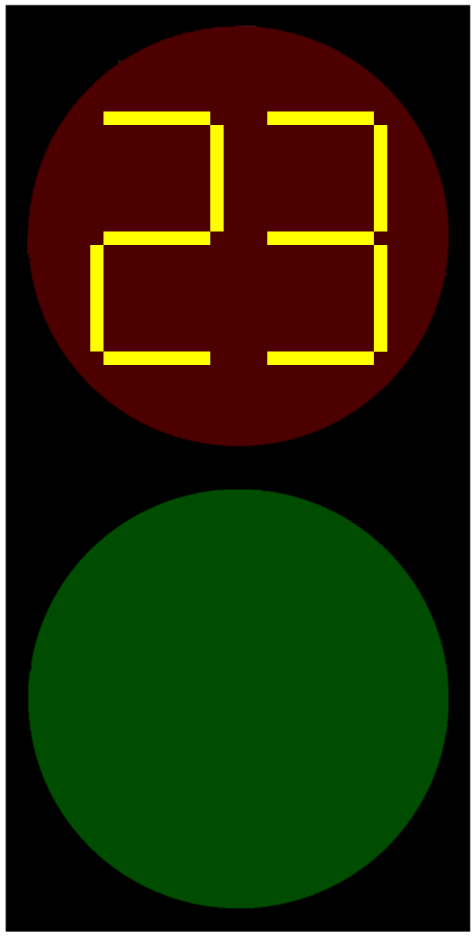
카운트다운(빨간색이 점멸하지 않음)
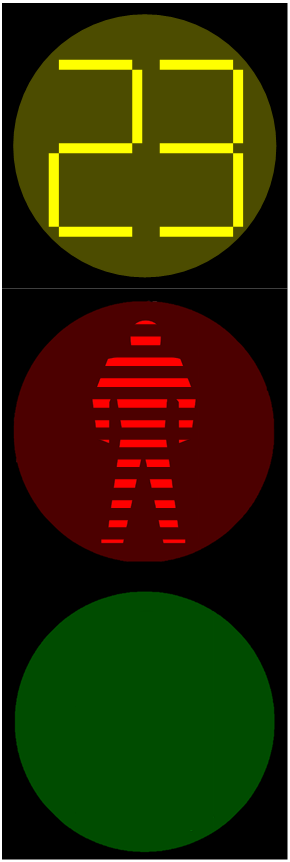
카운트다운(빨간색 점멸)

### 특수차량 신호등
특수차량 신호등에는 글자가 적혀 있다. GO 등은 녹색 대신 흰색이다.

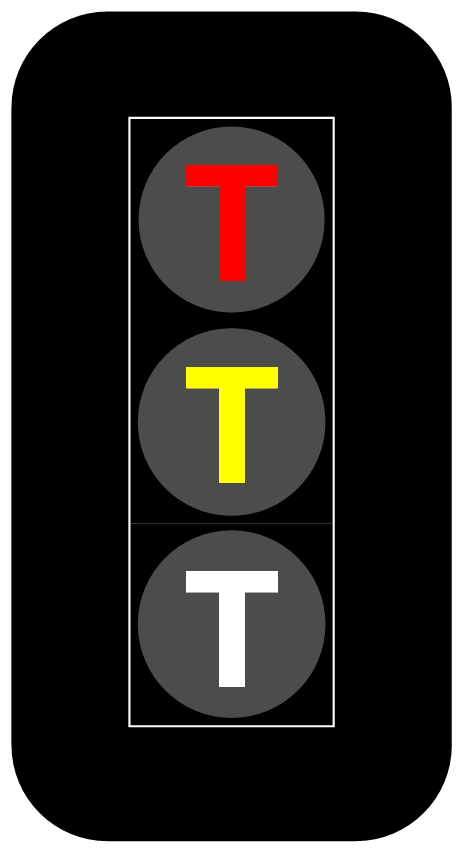
T - 노면전차등
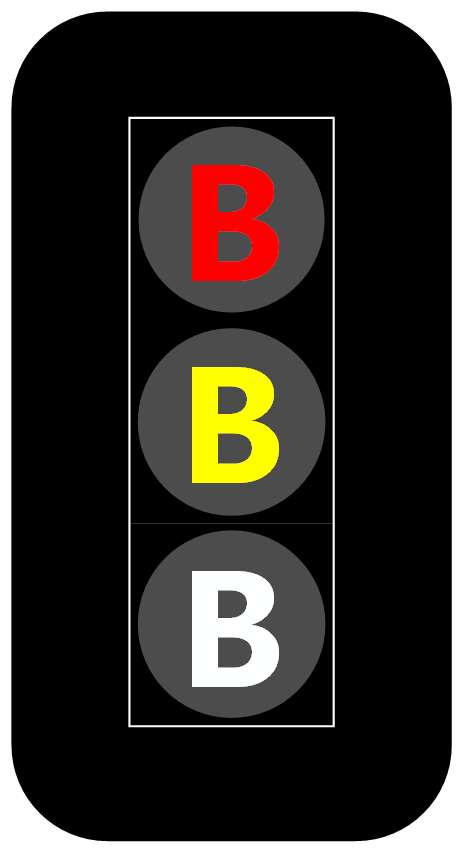
B - 버스등
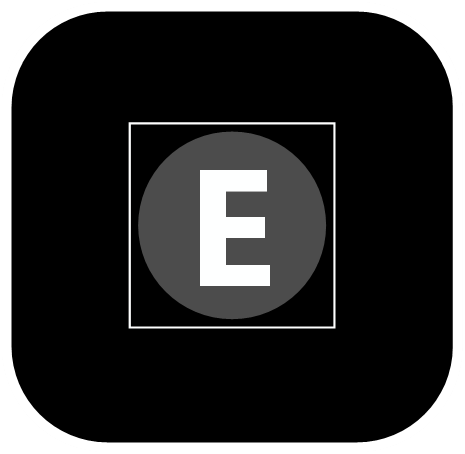
E - 긴급차량등

## 구형 표지

양보
(R3-1) 횡단보도
안전구역 (오스트레일리아 수도준주 및 뉴사우스웨일스주에서 사용됨)
(R3-3) 어린이 횡단보도 (학교 주변 횡단보도 근처에 깃발이 걸려 있음, 노던 준주에서 사용됨) (before 2014)
속도제한 (1974년 미터법화 이전)
속도제한 해제 (1974년 미터법화 이전)
속도제한 해제 (1974년 미터법화 이전)
트램웨이 교차로
(W2-1) 교차로
(W3-1) 정지 표지판 앞 (1964–1991)
(W3-2) 양보 표지판 앞 (1964–1991)
(W3-3) 신호등 앞 (1964–1991)
(W3-201) 정지 표지판 앞 (뉴사우스웨일스주에서 사용됨)
(W3-202) 양보 표지판 앞 (뉴사우스웨일스주에서 사용됨)
(W3-203) 교통신호 앞 (뉴사우스웨일스주에서 사용됨)
(W5-10) 과속방지턱 (1974–1991)
(W5-V112) 웜뱃 (빅토리아주에서 사용됨)
(W5-V134) 사슴 (빅토리아주에서 사용됨)
(W5-224) 코알라 (뉴사우스웨일스주에서 사용됨)
(W5-Q08) 코알라 (퀸즐랜드주에서 사용됨)
(W6-1) 보행자 (1991–2014)
(W6-1) 보행자 (1964–1991)
(W6-2) 횡단보도
(W6-3) 어린이 (1974–2014)
(W6-3) 어린이(타겟 보드 포함)(퀸즐랜드주에서 사용)
(W6-3) 어린이(노던 준주에서 사용됨)(2014년 이전)
학교
(W6-4) 학교(노던 준주에서 사용됨)(2014년 이전)
자전거
(W6-201) 노령 보행자(뉴사우스웨일즈에서 사용됨)
(MR-WDP-3) 어린이(웨스턴오스트레일리아주에서 사용됨)(2014년 이전)
(MR-WDP-4) 시각 장애인 보행자(웨스턴오스트레일리아주에서 사용됨)
(MR-WDP-6) 학교 구역 앞 (웨스턴오스트레일리아주에서 사용됨) (2022년 이전)
철길건널목
주의 삼각형
(W8-13) 놀이터 (1974–2014)
(W8-14) 학교 (1974–2014)
(W8-14) 학교(노던 준주에서 사용됨)(2014년 이전)
(W8-18) 노령 (1991–2014)
(W8-19) 시각장애 (1991–2014)
(W8-20) 장애 (1991–2014)
(W8-22) 횡단보도앞 (1991–2014)
(W8-24) 유치원 (1991–2014)
(W8-25) 교통섬 (1991–2014)
(W8-24) 유치원(노던 준주에서 사용됨)(2014년 이전)
(MR-WDAX-6) 횡단보도앞(웨스턴오스트레일리아주에서 사용됨)(2014년 이전)
(MR-WDAX-7) 시각장애(웨스턴오스트레일리아주에서 사용됨)(2014년 이전)
(MR-WDAX-9) 장애(웨스턴오스트레일리아주에서 사용됨)(2014년 이전)
(MR-WDAX-10) 놀이터(웨스턴오스트레일리아주에서 사용됨)(2014년 이전)
(MR-WDAX-11) 학교(웨스턴오스트레일리아주에서 사용)(2014년 이전)
곡선 교차로 (좌측)
곡선 교차로 (우측)

### 구형 혼합표지

노령 보행자 (1991–2014)
시각 장애 보행자 (1991–2014)
장애 보행자 (1991–2014)
횡단보도앞 (1991–2014)
보행자 교통섬 (1991–2014)
노인 보행자(웨스턴오스트레일리아주에서 사용됨) (1999–2014)
시각 장애 아동 (1974–1991)
불구 아동 (1974–1991)
경련성 아동 (1974–1991)
운동장 (1974–2014)
학교 (1974–2014)
학교(노던 준주에서 사용됨)(2014년 이전)
시각 장애 아동 (1991–2014)
장애 아동 (1991–2014)
어린이 횡단보도앞 (1991–2014)
유치원 (1991–2014)
유치원(노던 준주에서 사용됨)(2014년 이전)
어린이 교통섬 (1991–2014)
어린이 횡단보도앞(웨스턴오스트레일리아주에서 사용됨)(2014년 이전)
시각 장애 아동(웨스턴오스트레일리아주에서 사용됨)(2014년 이전)
장애 아동(웨스턴오스트레일리아주에서 사용됨)(2014년 이전)
놀이터(웨스턴오스트레일리아주에서 사용됨)(2014년 이전)
학교(웨스턴오스트레일리아주에서 사용)(2014년 이전)

### 구형 신호등

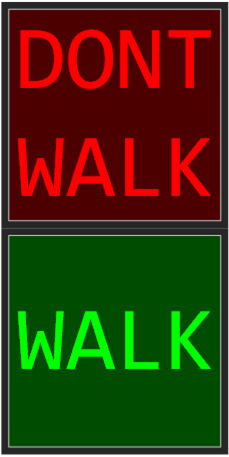
보행자 신호등의 문자판(1974–1991년)
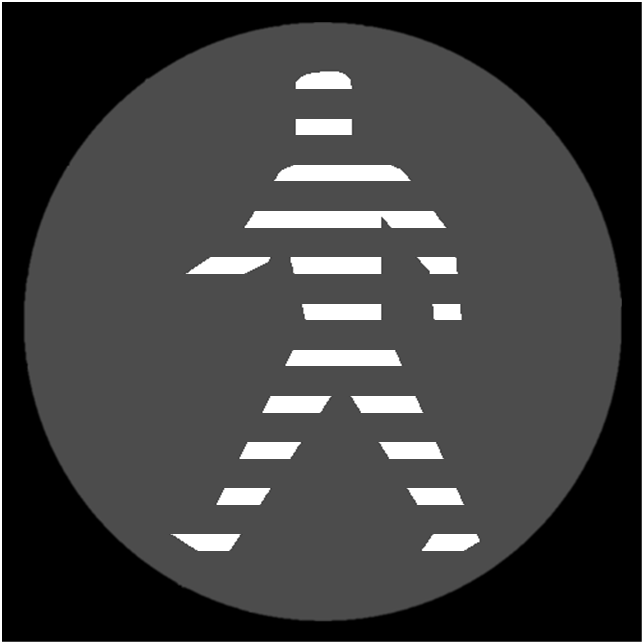
점멸하는 흰색 보행자등(보행자에게 길을 양보) (사우스오스트레일리아주에서 사용)

### 초기 표지

정지(Halt)
정지(Stop)
천천히 (팔각형)
천천히 (원형)
양보
좌회전 금지
우회전 금지
속도제한
제한 해제
학교
병원

### 구형 도로기호

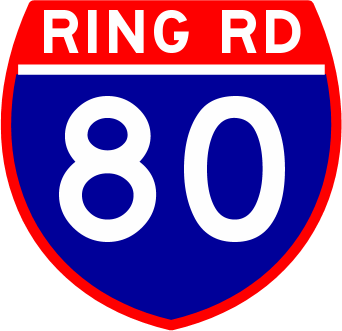
순환도로기호 (빅토리아주)
프리웨이 도로기호 (뉴사우스웨일즈주)
프리웨이 도로기호 (멜버른)
프리웨이 도로기호 (브리즈번)
관광 드라이브 도로기호 (캔버라, 오스트레일리아 수도 준주)